# Ніколайс Маскаленко
Ніколайс Маскаленко (11 лютого 1993) — латвійський плавець. Учасник Чемпіонату світу з водних видів спорту 2017, де в попередніх запливах 50 метрів брасом посів 38-ме місце і не потрапив до півфіналів.